# Phyllophaga apolinari
Phyllophaga apolinari är en skalbaggsart som beskrevs av Saylor 1940. Phyllophaga apolinari ingår i släktet Phyllophaga och familjen Melolonthidae. Inga underarter finns listade i Catalogue of Life.